# Кубок Грузії з футболу 2023
Кубок Грузії з футболу 2023 (також відомий як Кубок Давида Кіпіані 2023) — 34-й розіграш кубкового футбольного турніру в Грузії. Титул втретє здобув клуб Сабуртало.

## Календар
| Раунд        | Дата                       | Матчі | Клуби   |
| ------------ | -------------------------- | ----- | ------- |
| Перший раунд | 12–14 травня 2023          | 18    | 58 → 40 |
| Другий раунд | 27–28 травня 2023          | 12    | 40 → 28 |
| Третій раунд | 22–23 липня 2023           | 12    | 28 → 16 |
| 1/8 фіналу   | 29 липня – 12 вересня 2023 | 8     | 16 → 8  |
| 1/4 фіналу   | 24–25 жовтня 2023          | 4     | 8 → 4   |
| 1/2 фіналу   | 7 листопада 2023           | 2     | 4 → 2   |
| Фінал        | 6 грудня 2023              | 1     | 2 → 1   |

## Третій раунд
| Команда 1               | Рахунок      | Команда 2               |
| ----------------------- | ------------ | ----------------------- |
| 22 липня 2023           |              |                         |
| ІРАО (Тбілісі) (3)      | 4:0          | Мерані (Мартвілі) (2)   |
| ВІТ Джорджія (2)        | 2:2 пен. 4:5 | Телаві                  |
| Локомотив (Тбілісі) (2) | 3:0 дч       | Шукура                  |
| Бахмаро (3)             | 0:3          | Спаері (2)              |
| Матчахела (3)           | 1:7          | Колхеті-1913 (Поті) (2) |
| Самгуралі (Цхалтубо)    | 3:0          | Гагра                   |
| 23 липня 2023           |              |                         |
| Гареджі (Саґареджо) (2) | 4:1          | Мерані (Тбілісі) (2)    |
| Сіоні (2)               | 4:1          | Самтредіа               |
| Гурія (3)               | 0:4          | Сабуртало               |
| Бетлемі (4)             | 1:0          | Гоніо (4)               |
| Шукура-2 (4)            | 1:2          | Мешахте (3)             |
| ВІТ Джорджія-2 (4)      | 0:4          | Колхеті (Хобі) (2)      |

## 1/8 фіналу
| Команда 1               | Рахунок      | Команда 2               |
| ----------------------- | ------------ | ----------------------- |
| 29 липня 2023           |              |                         |
| Бетлемі (4)             | 1:2          | Колхеті-1913 (Поті) (2) |
| Колхеті (Хобі) (2)      | 1:3          | Самгуралі (Цхалтубо)    |
| ІРАО (Тбілісі) (3)      | 1:1 пен. 6:5 | Мешахте (3)             |
| Локомотив (Тбілісі) (2) | 0:1          | Динамо (Тбілісі)        |
| 30 липня 2023           |              |                         |
| Сіоні (2)               | 0:2          | Динамо (Батумі)         |
| Телаві                  | 0:1          | Сабуртало               |
| 7 вересня 2023          |              |                         |
| Спаері (2)              | 0:2          | Торпедо                 |
| 12 вересня 2023         |              |                         |
| Гареджі (Саґареджо) (2) | 1:2          | Діла                    |

## 1/4 фіналу
| Команда 1               | Рахунок      | Команда 2        |
| ----------------------- | ------------ | ---------------- |
| 24 жовтня 2023          |              |                  |
| ІРАО (Тбілісі) (3)      | 1:4          | Динамо (Батумі)  |
| Діла                    | 0:0 пен. 3:4 | Сабуртало        |
| 25 жовтня 2023          |              |                  |
| Самгуралі (Цхалтубо)    | 1:1 пен. 5:3 | Динамо (Тбілісі) |
| Колхеті-1913 (Поті) (2) | 2:1          | Торпедо          |

## 1/2 фіналу
| Команда 1               | Рахунок | Команда 2            |
| ----------------------- | ------- | -------------------- |
| 7 листопада 2023        |         |                      |
| Колхеті-1913 (Поті) (2) | 1:3     | Динамо (Батумі)      |
| Сабуртало               | 2:1     | Самгуралі (Цхалтубо) |

## Фінал
| 6 грудня 2023 17:00 (EEST) |

| Сабуртало         | 1:0      | Динамо (Батумі) |
| ----------------- | -------- | --------------- |
| Сіхарулідзе 90+2' | Протокол |                 |

| Стадіон ім. Михайла Месхі, Тбілісі Арбітр: Гога Кікашейшвілі |